# AOK

Allgemeine Ortskrankenkasse logo

АОК (Allgemeine Ortskrankenkasse) — одна из самых крупных компаний медицинского страхования в Германии. Существует 11 самостоятельных больничных касс, которые распределяются по федеральным землям и при которых застрахованы в целом более 24 млн. человек, т.е. примерно одна треть населения страны застрахована в АОК.

### История возникновения
По инициативе рейхсканслера Отто фон Бисмарка в 1883 году было введено обязательное медицинское страхование. Фонды, первоначально их было около 8200, прикрепляли к себе рабочих, если они не могли быть застрахованы иным образом.